# 北投慈后宮
北投慈后宮，又稱北投媽祖廟，是位於臺灣臺北市北投區的媽祖廟，主祀天上聖母媽祖，其媽祖稱為 北投媽祖 或 北投媽 。舊北投地區（北投庄街區），年代最久的媽祖廟。
依北投慈后宮廟誌所記載的沿革，北投媽信仰 最早可追溯至日治時代在大籬笆莊（現北投區清江里二十一鄰）鄉耆陳傳先生，
於大正七年（民國七年、西元一九一八年），敬雕塑聖母神像壹尊。暫借當時辜斌甫先生〈辜顯榮第三子〉的田寮作為奉祀廟堂。
至昭和七年（民國二十一年、西元一九三二年），因本莊（大籬笆）鄉紳陳振榮先生有感聖母其神蹟靈感屢現、濟助百姓信眾，有如慈母般關懷子民，
故題匾額宮名 慈后宮 ，此為本宮命名之由來。
廟址位於北投市場附近，由臺北捷運奇岩站步行約5分鐘可抵達，地址是北投區清江路169號。

## 廟史
相傳臺灣日治時期北投庄大籬笆（現北投區清江里）耆老陳傳，雕塑天后媽祖神像一尊，供鄉民膜拜，屢有靈應。
1918年 大正七年 搭設草庵，信眾日增。
1925年 大正十四年 借用商業鉅子辜斌甫（辜顯榮螟蛉子）藺草田的田寮奉祀。
1932年 昭和七年 仕紳陳振榮題匾為「慈后宮」，從此定名。
1945年 日本二戰投降，國民政府接管臺灣後，辜斌甫獻房屋一間，藺草田258坪改建廟宇。
1951年 北投清江里、中央里、中正里、靖薛里、八仙里、中心里、大屯里、光明里等八里之里長合開管理委員會，並向陽明山管理局登記為寺廟。
1966年 檀越陳天章、陳樹木等人還願改建前殿，並配祀五穀先帝、落鼻清水祖師、清樂軒西秦王爺與田都元帥、土地公與土地婆。
1969年 登記為財團法人。
1971年 擴建後殿，祀奉玉皇大帝、三官大帝、太上老君、隆恩真君、註生娘娘等神，1975年落成。

## 祀神
一樓大殿主祀 天上聖母大媽、二媽、三媽、平安媽、鎮殿媽，皆為軟身媽祖，並同祀 湄洲媽祖、北港媽祖 ；二樓大殿主祀玉皇大帝、副祀三官大帝。
配祀神明為太上老君、五穀先帝、清水祖師、文昌帝君、孚佑帝君、關聖帝君、王天君、觀音菩薩、註生娘娘、西秦王爺、田都元帥、中壇元帥、地藏王菩薩、伽藍菩薩、韋馱菩薩、太歲星君、福德正神、土地婆、虎爺 等尊神。
配祀之 天上聖母 部將，參照北港朝天宮規制為本，各別為青面千里眼將軍、紅面順風耳將軍、虎爺將軍。
遶境時陣頭用的大仙尪仔，是由已解散的清樂軒 所遺贈，分別為青面千里眼將軍、紅面順風耳將軍、伽藍菩薩、韋馱菩薩等護法神將。

## 慶典
重要慶典為農曆正月十一北投大拜拜，此日北投媽祖偕北投在地宮廟神明繞境（北投庄），並恭請作客神明大龍峒保安宮保生大帝、關渡宮天上聖母、淡水清水巖蓬萊七祖一同遶境賜福，熱鬧非凡。